# غويدو ريكوبيلي
غويدو ريكوبيلي (بالإسبانية: Guido Riccobelli)‏ هو لاعب كرة يد أرجنتيني يلعب كصانع لعب. مثل منتخب الأرجنتين لكرة اليد. شارك في دورة الألعاب الأولمبية الصيفية سنة 2012.

## سجل المنافسة
شارك في البطولات التالية:
- الألعاب الأولمبية الصيفية 2012

## روابط خارجية
- غويدو ريكوبيلي على موقع الاتحاد الأوروبي لكرة اليد (الإنجليزية)
- غويدو ريكوبيلي على موقع أوليمبيديا (الإنجليزية)